# Geografia do Panamá

Subdivisão administrativa do Panamá

A República do Panamá está situada no istmo que une a América do Sul à América Central. O país, dividido pelo Canal do Panamá, faz fronteira ao norte com o Mar do Caribe, a leste com a Colômbia, ao sul com o Oceano Pacífico e a oeste com a Costa Rica. Tem uma superfície de 77 082 km². A capital é a cidade do Panamá. Sua moeda é chamada Balboa (PAB).
Todo o país é atravessado por cadeias montanhosas. A serra de Tabasará, a oeste, tem uma altitude média de 1 525 m. Outros sistemas montanhosos são a cordilheira de San Blas e a serra do Darién, situadas no interior. Os rios mais importantes são o Tuira e o Chagres. No Golfo do Panamá encontra-se o arquipélago das Pérolas.
O Panamá tem um clima tropical. As precipitações são abundantes, com um índice mais elevado na costa do Caribe que na do Pacífico. A vegetação da zona caribenha e do leste do país caracteriza-se por florestas tropicais, enquanto que na costa do Pacífico predominam as árvores caducifólias. A fauna é composta por espécies originárias da América do Sul: puma, tatu, jaguatirica, tamanduá, cuatá, preguiça e veado, répteis e inúmeras aves tropicais, além de outras procedentes da América do Norte.

## Geomorfologia e hidrografia
Mais de três quintos da área do Panamá constituem-se de ondulações e cordilheiras que surgiram na era terciária, com um sem-número de vulcões, dos quais o de maior altitude é o Barú, com 3 474 m. As cordilheiras chamam-se Sierra Chiriquí e Cordillera Veraguas, a oeste, e Cordillera San Blás e Sierra del Darién a leste. A sudoeste passa a chamar-se Sierra del Sapo. Entre as cordilheiras Veraguas e San Blás é encontrada uma zona de talvegues e morros, nos quais foi construído o Canal do Panamá. O resto do país constitui-se de baixadas litorâneas e de aluvião, a maioria destas prejudicadas pelas péssimas condições de drenagem e pela inundação.
O Panamá divide-se em duas bacias hidrográficas primárias: a bacia hidrográfica do Oceano Pacífico, para a qual são drenados 325 rios; e a bacia hidrográfica do Oceano Atlântico, para o qual dirigem-se 153 rios, propriamente ditos, para as suas respectivas fozes. Dentre os rios da bacia hidrográfica do Pacífico encontram-se o Tuira, com 144 km de caudal, dos quais uma parte, no curso inferior, é próprio para navegação; o Bayano, o Majagua, o Chucunaque e o La Villa. Dentre os da bacia hidrográfica do Oceano Atlântico encontram-se o Chagres, o Changuinola, o San San, o Sixaola e o Teribe. O rio Chagres tornou-se importante devido ao seu represamento para servir de formação ao lago Gatún (424 km²), uma das seções do canal do Panamá. O país é possuidor de mais de 800 km de litoral atlântico e 1 400 km de litoral pacífico, com grande recorte. Nesse litoral são mencionados o Golfo de Chiriquí, a Península de Azuero e o Golfo de San Miguel. Ali são encontrados as ilhas Coiba e o Arquipélago das Pérolas.

## Clima e vegetação

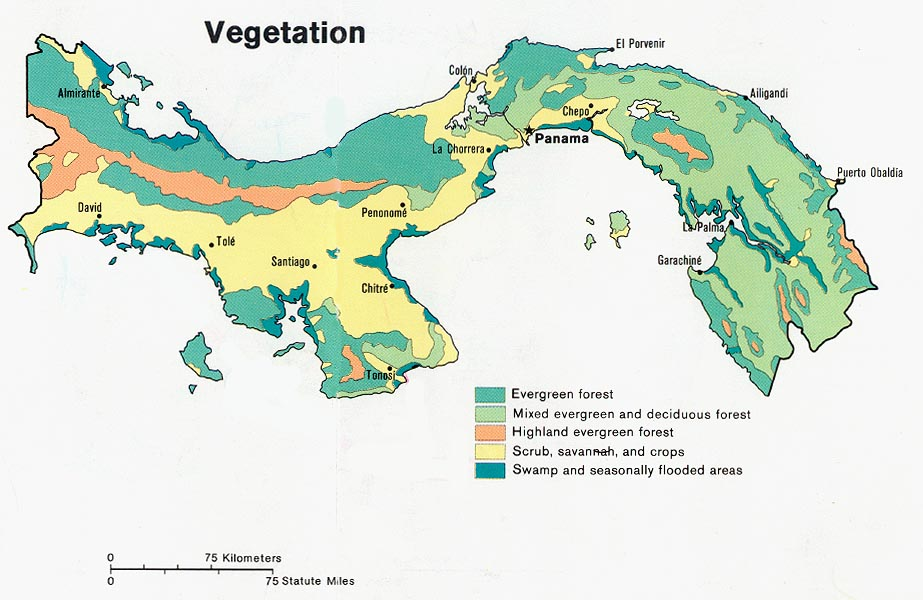
Mapa da vegetação do Panamá em 1981.

O clima do Panamá recebe influência da localização geográfica do Panamá na latitude sul em relação ao hemisfério norte. O clima, porém, é sofrente dos sintomas geomorfológicos, pelos quais são diminuídas as temperaturas. Nas planícies a temperatura média é da ordem de 28°C, variando muito pouco o ano inteiro, porém, variando expressivamente todos os dias do calendário anual. Nas montanhas, a temperatura média é bem menor, da ordem de 20°C, sendo igualmente possível que apareça um clima muito quente na cidade de Boquete, que localiza-se juntamente a um talvegue encontrado sob domínio do vulcão Barú. Como na totalidade da América Central, no Panamá são apresentados duas regiões distintas, de acordo com a quantidades de chuva em queda. Na vertente atlântica ou caribenha, durante 260 dias anuais, são ultrapassados, totalmente, 3 000 mm ao ano. Na vertente pacífica cai menos chuva, sendo apresentada uma estação seca que ocorre entre janeiro e abril. Chove durante 120 dias com uma precipitação pluviométrica anual de 1 750 mm ou inferior, como acontece próximo à capital do país, em Santa Clara.
A vegetação do Panamá caracteriza-se basicamente pela floresta tropical perene pela qual são cobertos 60% da extensão territorial do país. É a vegetação original das regiões na qual chove mais de 2 000 mm o ano inteiro, não ocorrendo estação seca: baixadas litorâneas caribenhas, morros e sopés até mais de 2 200 m de altitude. Dentre as espécies dessa floresta são encontrados o pau-brasil, jacarandá, cedro, etc. Na floresta com altitude superior de 2 200 m, onde existem outras espécies, é adquirido um caráter decíduo. Nas planícies, morros e sopés da vertente pacífica, a vegetação original é de savanas que intercalam-se com florestas tropicais semi-decíduas, Nos dois litorais, ocorrem mangues e florestas onde há uma série de palmeiras e coqueiros.